# Kertorejo
Kertorejo is een bestuurslaag in het regentschap Jombang van de provincie Oost-Java, Indonesië. Kertorejo telt 3753 inwoners (volkstelling 2010).